# Riedelia charontis
Riedelia charontis är en enhjärtbladig växtart som beskrevs av M.F.Newman. Riedelia charontis ingår i släktet Riedelia och familjen Zingiberaceae. Inga underarter finns listade i Catalogue of Life.